# Epilepsie s dětskými absencemi
Epilepsie s dětskými absencemi (starší název pyknolepsie, anglický název Childhood Epilepsy Absence) patří do skupiny idiopatických generalizovaných epilepsií.

## Charakteristiky onemocnění
Počátek onemocnění je ve věku 4 až 7 let. Projevuje se typickými absencemi, které se vyskytují několikrát denně (popisováno i 100× za den). Během absencí se mohou vyskytovat jemné motorické projevy – stáčení bulbů vzhůru, myoklonie víček, periorální automatismy. Na EEG je typický nález komplexů hrot-vlna o frekvenci 3 Hz.
Během adolescence se mohou objevit generalizované tonicko-klonické záchvaty. 90 % pacientů dosáhne remise před 12. rokem. 10 % pacientů má v adolescenci i dospělosti nefrekventní generalizované tonicko-klonické záchvaty.
Terapie – valproát, etosuximid. Při onemocnění s dřívějším začátkem než ve 4 letech je nutné zvážit syndrom GLUT-1 deficience.